# Mariano Berdugo
Mariano Berdugo (Sevilla, España, mayo de 1803 - Roma, Italia, enero de 1857) fue un sacerdote jesuita español, que ejerció como superior de los primeros grupos de esa orden en la Argentina y el Uruguay, a mediados del siglo XIX.

## Biografía
Ingresó a la Compañía de Jesús en 1817, cuando el Rey Fernando VII la restauró´en 1815; después de que en 1777 fueran expulsados por su abuelo Carlos III. En 1820, al estallar la revolución liberal, huyó a Roma, donde completó sus estudios y se doctoró en filosofía y teología. Regresó después de la restauración borbónica, y fue el director del noviciado de Madrid.
En 1835, ya durante el reinado de Isabel II, la reforma religiosa consiguió la expulsión de los jesuitas de la capital y la secularización de sus colegios. Berdugo organizó una expedición misionera a las Filipinas, para trasladar allí a los jesuitas, que eran hostilizados en España. No llegó a realizarla.
En 1836 fue nombrado director del colegio del Salvador de Buenos Aires. Era la primera vez que los jesuitas eran llamados a Sudamérica desde su expulsión setenta años antes. El gobernador de la Provincia de Buenos Aires, Juan Manuel de Rosas, pretendía mejorar la moral y preparación del clero local por medio de la llegada de los jesuitas. El otro objetivo era disminuir la presión liberal en la educación secundaria.
El frente de un grupo de cinco compañeros, llegó a Buenos Aires en agosto de 1836. El gobierno puso en sus manos el antiguo Colegio que habían regenteado los jesuitas, donde Berdugo organizó la enseñanza secundaria. Al año siguiente, por consejo del influyente y poderoso gobernador porteño, varias otras provincias abrieron colegios de los jesuitas; para atenderlos llegaron varios grupos más de sacerdotes de la Compañía, de los cuales Berdugo fue nombrado la máxima autoridad, con el cargo de Padre Superior de la Provincia de la Argentina.
Si bien la educación que brindaba era muy buena y no mostró simpatía alguna por los opositores a Rosas, éste comenzó a notar que tampoco se mostraba abiertamente partidario suyo, como pretendía. En particular, a partir del bloqueo francés al Río de la Plata se generó una crisis política interna que llevó a la obligatoriedad de la demostración pública de apoyo a Rosas a través de la divisa punzó; el propio gobernador debió recordar a Berdugo que su uso era obligatorio para todos los profesores y alumnos. Y los partidarios de Rosas tardaron mucho tiempo en obligar a los jesuitas a entronizar la imagen del Restaurador en la Iglesia jesuita.
Por otro lado, los jesuitas juraban obediencia prioritaria al Papa, con lo que estaban obligados a apoyar la política de éste, de oposición al antiguo patronato real, que Rosas ejercía en su provincia. Además, la educación que brindaba el Colegio era paga, lo cual hacía que su alumnado perteneciera preferentemente a la clase media y alta urbana, muchos de cuyos jóvenes adherían a los postulados de la Generación del 37, liberales y opuestos al gobierno de Rosas. Por eso mismo, los jesuitas ocultaron a varios jóvenes estudiantes durante las persecuciones comenzadas con la represión de la conspiración de 1839, dirigida por Ramón Maza.
Un clima de mutuas desconfianzas fue creciendo entre el gobierno y los jesuitas, que Rosas terminó por resolver en octubre de 1841, expulsando a la Compañía de Jesús de la provincia. Por presión de Rosas, la mayor parte de las demás provincias hicieron lo mismo. Uno solo de sus acompañantes, el padre Francisco Magesté, quedó en la Argentina, aunque abandonó la Compañía de Jesús.
Sus miembros pasaron a Montevideo, capital del vecino Estado Oriental del Uruguay, donde se habían instalado precariamente cuatro años antes. Presionados y denigrados por los federales, no sufrieron prisiones ni agresiones en Buenos Aires. Por el solo hecho de ser opositores a Rosas, fueron recibidos amistosamente en Montevideo, desde donde Berdugo continuó gobernando los colegios que quedaban en San Juan y Córdoba, además del de Montevideo y otro en Santa Catarina, Imperio del Brasil. No obstante, los colegios de San Juan y Córdoba también fueron cerrados algún tiempo después.
Finalmente, por presión de Francia y Gran Bretaña, también el Colegio de Montevideo fue cerrado.
Berdugo se trasladó a Roma, donde ejerció diversos cargos en la estructura interna de la Compañía. En 1856 fue nombrado director y padre espiritual del colegio jesuita de Roma. Falleció en esa ciudad a principios del año siguiente.
Mientras tanto, el gobierno del Estado de Buenos Aires, pese a su marcado anticlericalismo, llamó nuevamente a los jesuitas, devolviéndoles el Colegio del Salvador.